# Берёзовка (Донецкая область)
Берёзовка (укр. Березівка) — село на Украине, находится в Константиновском районе Донецкой области.
Население по переписи 2001 года составляет 25 человек. Почтовый индекс — 85180. Телефонный код — 6272.

## Адрес местного совета
85180, Донецкая область, Константиновский район, с. Тарасовка, ул. Московская, 56